# Réserve spéciale d'Ambohitantely
La réserve spéciale d'Ambohitantely est une réserve naturelle dans la région Analamanga à Madagascar.

## Géographie
Elle se situe dans le district d'Ankazobe à 140 km au nord-ouest d'Antananarivo.
Elle couvre une surface de 1 800 ha de forêt naturelle et 3 800 ha de savane.

## Climat
Le climat est caractérisé par une saison froide et sèche de mai à septembre (5 mois) et une saison chaude et pluvieuse d'octobre à avril (7 mois).

## Faune
On y recense 12 espèces de mammifères, dont trois sont des lémuriens, 48 espèces d'oiseaux, 17 espèces d’amphibiens et autant de reptiles.
C'est la seule réserve naturelle où l'on peut rencontrer le Busard de Madagascar (Circus macrosceles).[citation nécessaire]

## Flore
On y recense un olivier sauvage Olea ambrensis, espèce endémique de Madagascar.